# 蜂穴神社

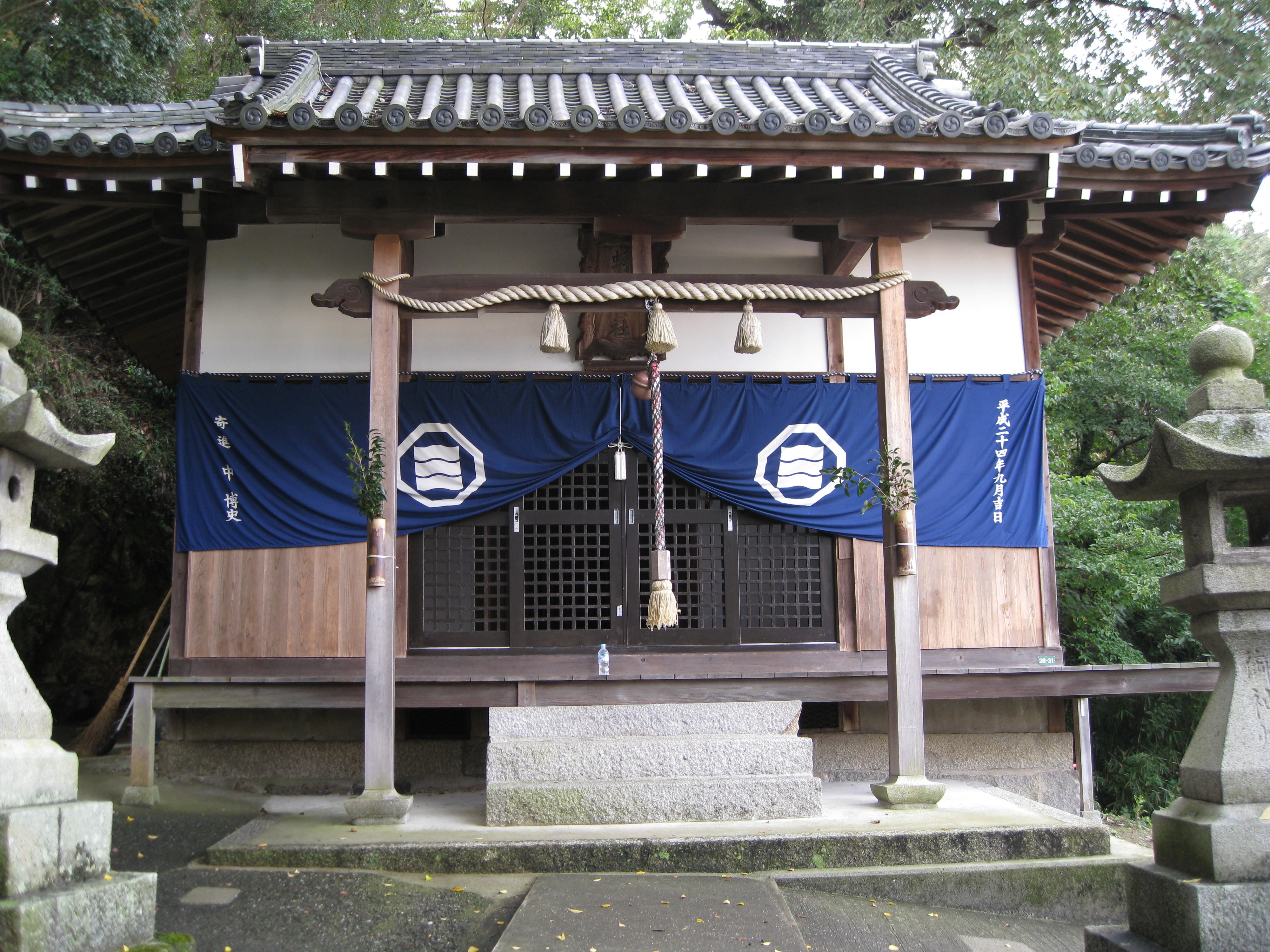
蜂穴神社

蜂穴神社（はちあなじんじゃ）は香川県高松市宮脇町一丁目にある神社。高松の氏神、石清尾八幡宮の境外末社にあたる。

## 概要
祭神は大山祇命。石清尾山の北側の裾野に鎮座する。

## 歴史
室町幕府管領の細川頼之は貞治3年（1364年）、伊予の河野氏征伐に勝利する。戦勝奉賛祭を石清尾八幡宮で行った後、伊予国一宮大三島神社を勧請して蜂穴神社を創建した。
社伝によると、征伐に向かう細川頼之が祈願した際、洞穴から蜂が現れ敵軍に襲い掛かったという。そのおかげで勝利した頼之は社殿を造り、蜂穴神社としてお祀りした。

## 祭事
・例祭 - 9月4日

## 交通アクセス
石清尾八幡宮から徒歩5分。
座標: 北緯34度20分18秒 東経134度01分57秒 / 北緯34.33842度 東経134.03256度